# 卡西歐fx-3900PV
Casio fx-3900PV是Casio在1992年推出的科學計數機。Casio fx-3900PV有一個可顯示一行文字的液晶螢幕，且其程式容量高達300 步。在香港，Casio fx-3900PV為考評局認可的計數機之一，並在1990年代至2000年代初廣為香港中學生使用。，在下一代产品Casio fx-3650P推出後，Casio fx-3900PV便於2002年10月停產。

## 硬件
Casio fx-3600PV以CR2025 鋰紐扣電池作為能源，允許約6000小時的連續使用。它與同期的Casio fx-3600PV一樣，採用軟膠按鈕。表面以黑色和銀色為主，背面則為黑色。另外，它配有黑色的膠套，當不需使用計數機時，把計數機套蓋著，以作保護。

## 功能
Casio fx-3900PV擁有七個數字記憶（包括K1-K6及M）。它設有四個程式輸入儲存區，總容量有300 步，比同期的Casio fx-50F（29 步）、Casio fx-3600PV（38步）和Casio fx-3800P（135步）要高。在輸入程式方面，fx-3900PV採用了編輯模式（Edit Mode），用家可隨時修改或刪除錯誤的程序步驟。比使用學習模式（LRN Mode）的fx-3800P方便。另外，使用者可透過改機，將其總儲存容量增加至1300 步，但若其中一個程式的容量超過306 步，則會造成程成執行錯誤，甚至當機。。

### 科学函数功能
1. 四则运算
2. 常数计算
3. 函数运算
4. 60进制↔10进制转换
5. 极坐标于直角坐标转换
6. 排列
7. 组合
8. 统计计算
9. 积分运算

## 誤差
Casio fx-3000系列的程式計數機，包括fx-3900PV，會出現截斷誤差（Round off Error）。如{\displaystyle 2^{33}}顯示結果為8589934589，而正確來說應是8589934592，相差有3。1996年，浙江省台州衛生學校兩名教師向Casio投訴，終於在2001年，Casio與投訴方達成協議，向消費者道歉並同意更換 fx-4500PA 予購買了fx-3600PV、fx-3800P或fx-3900PV的用家。
Casio fx-50F、Casio出產的較高級程式計數機或新型的計數機則沒有此誤差問題。

## 引用來源
1. 1 2 3 4  Casio fx-3900PV 說明書
2. ↑  .   [2013年9月29日]. （原始内容存档于2014年6月24日） （中文（繁體））.
3. ↑  .   [2012年2月20日]. （原始内容存档于2012年2月20日） （中文（繁體））.
4. ↑  Zinedine Zhou, , 2002年5月18日 （中文（繁體））
5. ↑  .   [2013年9月29日]. （原始内容存档于2014年5月26日） （中文（繁體））.
6. ↑  胡惠星、張奇志. . 2001年4月22日  [2013年9月29日]. （原始内容存档于2015年4月15日） （中文（简体））.